# Westen (pel·lícula de 2013)
Westen (traduït de l'alemany «Oest») és una pel·lícula drama alemanya de 2013 dirigida per Christian Schwochow i escrita per la seva mare Heide Schwochow. La pel·lícula es basa en la novel·la alemanya Lagerfeuer de Julia Franck. Westen es va estrenar en el 25è Festival Internacional de Cinema de Mont-real i va ser llançat als Estats Units el 7 de novembre de 2014.

## Argument
La pel·lícula conta la història de l'alemanya Nelly Senff i el seu fill Alexej, que emigren a la República Federal d'Alemanya a la fi de la dècada de 1970, tres anys després que el nuvi de Nelly, Wassilij, fos assassinat en un accident automobilístic. En l'oest, vol començar una nova vida, però al principi ella i Alexej aterren en el camp de trànsit de refugiats de Marienfelde a Berlín Occidental. Allà, les agències d'intel·ligència aliades interroguen a Nelly i exigeixen informació sobre el seu nuvi mort, que se sospita que ha estat un espia.

## Repartiment
- Jördis Triebel com a Dr. Nelly Senff[4]
- Tristan Göbel com Alexej Senff
- Jacky Anat com a John Bird - Agent de la CIA
- Anja Antonowicz com a Krystyna Jablonowska
- Ryszard Ronczewski com a Jakub com Krystynas Vater
- Andreas Nickl com a Gerd Becker
- Polina Voskresenskaya com a Jelena
- Alexander Scheer com a Hans Pischke
- Hendrik Arnst com a Pförtner Neumann
- Michael Benthin com a Arthur Wilhelm
- Tatjana Berges com a Großmutter von Jelena
- Angelika Böttiger com a Senyora del servei mèdic
- Winnie Böwe com a Susanne
- Stefan Lampadius com a Jürgen Lüttich
- Gabriele Schulze com a Frau Breitscheit
- Michael Witte com a Joachim Fierlinger
- Tania Carlin com a Britische Geheimdienstlerin en Zivil
- Rike Eckermann com a Britische Geheimdienstlerin
- Carlo Ljubek com a Wassilij
- Diana Maria Breuer com a Funcionària
- Hacky Rumpel com a Veí
- Luise Weiß com a Cambrera

## Premis i nominacions
- 2012: Deutscher Filmpreis - Premi Cinema en Nominació a l'Or en la categoria Millor Guió - No produït per a Heide Schwochow
- 2013: Festival Internacional de Cinema de Mont-real - Premi Millor Actriu de Jördis Triebel, premi Federació Internacional de la Premsa Cinematogràfica en la categoria Concurs Mundial per a Christian Schwochow, Gran Premi d'Amériques-nominació en la categoria Concurs Mundial per a Christian Schwochow
- 2014: Festival Internacional de Cinema de Seattle - Golden Space Needle nominació guardonada en la categoria Millor actriu per a Jördis Triebel
- 2014: Premis Alemanys de Cinema - Premi de Cinema en Or en la categoria Millor actuació d'una actriu en un paper de lideratge per a Jördis Triebel